# Eduardas Vilkas
Eduardas Vilkas (* 3. Oktober 1935 in Gargždai; † 19. Mai 2008 in Vilnius) war ein litauischer Mathematiker und Politiker.

## Leben
1953 absolvierte Vilkas das Lehrerinstitut in Klaipėda und 1958 das Studium der Mathematik an der Vilniaus universitetas. 1963 promovierte er und 1973 habilitierte in der Spieltheorie. Ab 1976 war Vilkas Professor und ab 1986 Mitglied an der Lietuvos mokslų akademija.
Von 1958 bis 1985 arbeitete er am Institut für Physik und Mathematik an der Lietuvos mokslų akademija, ab 1985 Direktor des Wirtschaftsinstituts.
Ab 1959 war er Kommunist und Mitglied der KPdSU, Volksdeputat im Obersten Sowjet der Sowjetunion. Von 1990 bis 1992 war er Seimas-Mitglied und arbeitete danach als Regierungsberater.
Ab 2005 ist er Ehrenbürger von Gargždai.

## Quelle
- Biografie

| Personendaten    | Personendaten                          |
| ---------------- | -------------------------------------- |
| NAME             | Vilkas, Eduardas                       |
| KURZBESCHREIBUNG | litauischer Mathematiker und Politiker |
| GEBURTSDATUM     | 3. Oktober 1935                        |
| GEBURTSORT       | Gargždai                               |
| STERBEDATUM      | 19. Mai 2008                           |
| STERBEORT        | Vilnius                                |